# 1877 en Lorraine
Chronologie de la Lorraine
- 1873
- 1874
- 1875
- 1876
- 1877
- 1878
- 1879
- 1880
- 1881

Cette page est une liste d'événements qui se sont produits durant l'année 1877 en Lorraine.

## Éléments de contexte
- Mise au point du procédé Thomas-Gilchrist qui permet de déphosphorer le minerai de fer lorrain. La fonte lorraine peut être transformée en acier[1].

## Événements

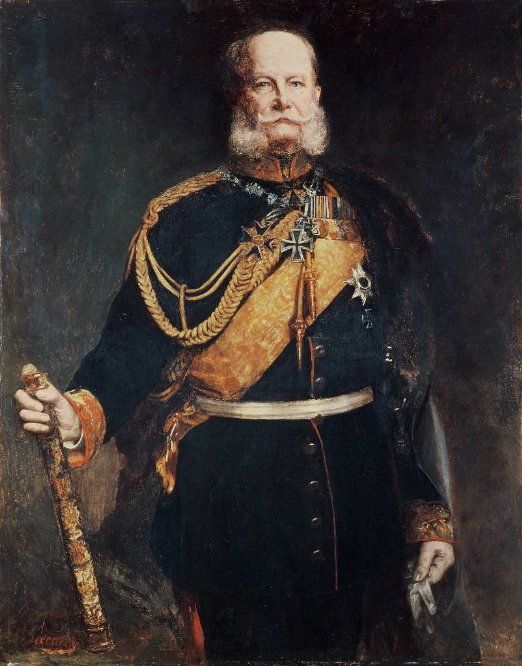
Guillaume 1er

- Fondation de la Société de tir de Neufchâteau[2].
- Découverte à Azerailles d'un squelette humain, ainsi que de fragments de poterie, d'un caillou « de fronde » poli et d'une hachette en silex calcédonieux[3]
- Construction du fort d'Écrouves, situé en Lorraine. Il a été modernisé entre 1905 et 1910.
- Sont élus députés de Meurthe-et-Moselle : Paul Michaut siège à droite jusqu'en 1881; Étienne de Ladoucette; Albert Berlet; Jules Duvaux et Joseph Petitbien.
- Sont élus députés de la Meuse : Jules Develle; Henri Liouville; François de Klopstein; Gustave d'Egremont invalidé en 1878, remplacé par Eugène Billy décédé en 1878, remplacé par Gabriel Royer et Auguste Grandpierre démissionne en 1879, remplacé par Edmond Develle.
- Sont élus députés des Vosges : Jules Méline; Jules Ferry; Paul Frogier de Ponlevoy; Édouard Bresson et Eugène Jeanmaire.
- Victor Lemoine fonde la Société Centrale d’Horticulture de Nancy[4] avec Émile Gallé, François-Félix Crousse et Léon Simon.
- Achèvement de la construction de l'église, édifice néogothique dont la construction a démarré en 1860[5].
- Publication de l'ouvrage d'Augustine Tuillerie écrit sous le nom de G. Bruno : Le Tour de la France par deux enfants, manuel de patriotisme qui illustre la doctrine revancharde[6].
- 6 mai : l’empereur Guillaume 1er effectue sa première visite dans le Reichsland. À cette occasion un feu d'artifice est tiré à Metz qui aura pour effet un début d'incendie au toit de la cathédrale[7].

## Naissances

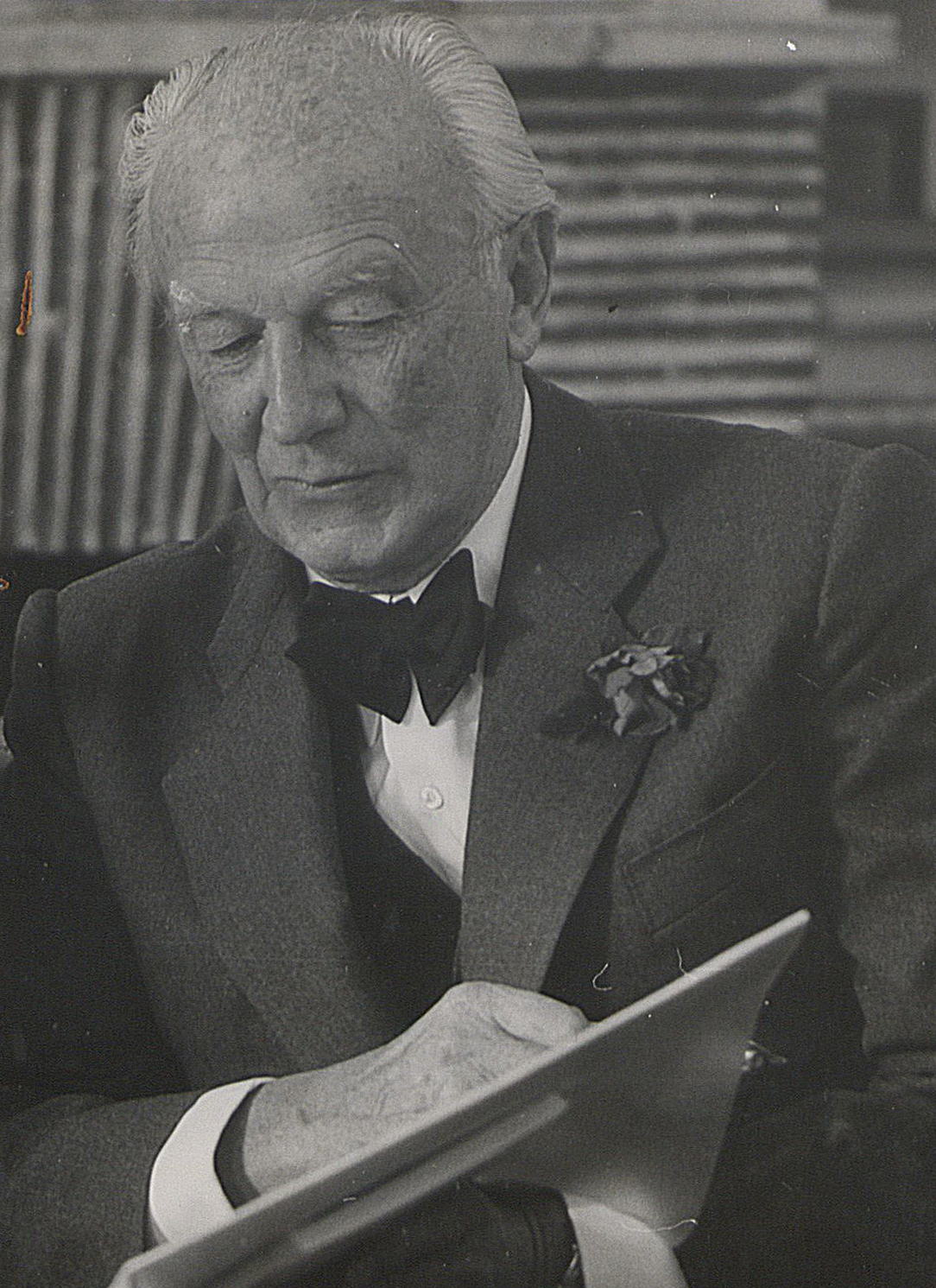
Paul Bonatz

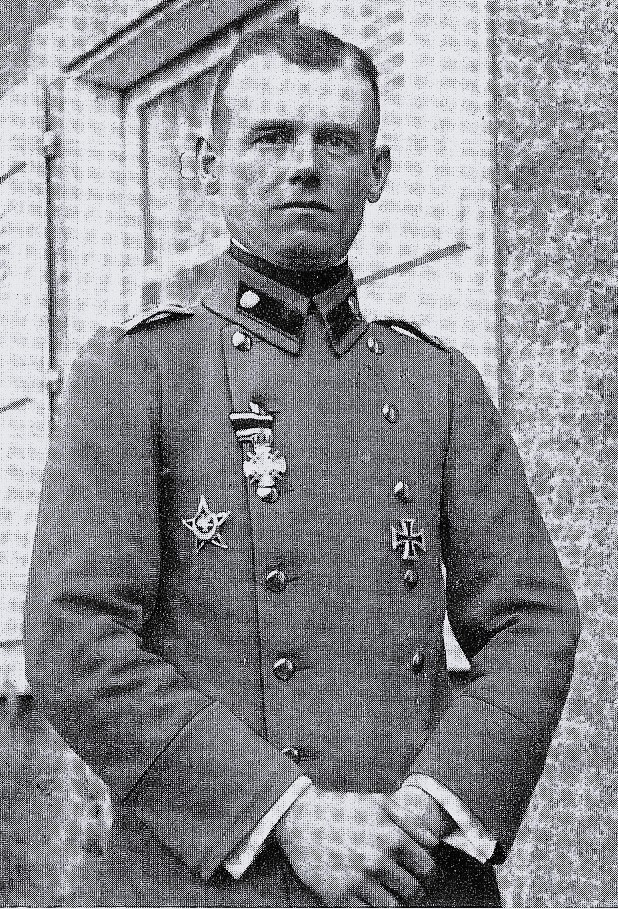
Wilhelm Rohr

- à Nancy : Georges Bertier (décédé en 1962) est un pédagogue français.
- 14 février à Gemaingoutte : Julia Bertrand, morte le 25 mars 1960 à Fontenay-aux-Roses[8], institutrice, militante syndicaliste libertaire, antimilitariste, pacifiste, féministe et libre penseuse anticléricale française.
- 18 février à Nancy : Auguste Desch, artiste peintre et graveur  mort le 28 août 1924 à Laxou.
- 8 mai au Thillot : Oscar Bloch, mort le 15 avril 1937 à Paris[9], linguiste et lexicographe français.
- 19 mai à Metz : Wilhelm Rohr (décédé le 8 mars 1930 à Lübeck), officier supérieur allemand. Il fut commandant du Sturm-Bataillon Nr.5 (Rohr)[10],[11] pendant la Première Guerre mondiale.
- 4 août à Pierrepont : Roger Sommer, mort à Sainte-Maxime (Var) le 14 avril 1965, aviateur français.
- 9 août à Metz : Wilhelm Michel (décédé en 1942), écrivain allemand de la première moitié du XXe siècle. Il était un spécialiste du poète Friedrich Hölderlin.
- 19 août à Metz : Hans Benda[12] (décédé en  1951) est un amiral de la marine allemande, actif durant la Seconde Guerre mondiale. Il a reçu la croix allemande le 18 mars 1945.
- 28 août à Sarrebourg en Lorraine[13]. : Ludwig Munzinger (décédé le 15 novembre 1957), journaliste et éditeur allemand de la première moitié du XXe siècle.
- 11 septembre à Épinal : Marie Diémer, morte le 3 juin 1938 à Fontainebleau, pionnière de l'action sociale d'origine protestante, marquée par le christianisme social. Elle est extrêmement active sur le plan de l'éducation et de l'action sociale en direction des femmes puis, plus tardivement, dans les mouvements du scoutisme catholique.
- 14 septembre à Metz : Antonie Pfülf[14] (décédée en 1933) est une femme politique allemande (SPD)[15]. Elle fut membre du Reichstag de 1920 à 1933. En 1933, elle fait partie des 94 députés à avoir voté contre la loi qui servit de base pour l'établissement de la dictature nazie.
- 21 septembre à Remiremont : Paul Robert, dit l'abbé Paul Robert, prêtre catholique et homme politique français, mort à Saint-Dié (Vosges) le 30 août 1958.
- 24 septembre à Nancy : Georges Bertier (1877-1962), pédagogue français.
- 20 octobre à Metz : Émile Octave Prillot, photographe français[16], actif entre 1900 et 1935.
- 31 octobre à Saint-Mihiel : Marie-René-Jean de Bertier de Sauvigny (décédé le 26 septembre 1926 à Volmunster), militaire et homme politique français.
- 19 novembre : Marie-Charles-André Corvington, plus simplement appelé André Corvington, mort le 13 décembre 1918 à Metz, est un médecin et escrimeur olympique franco-haïtien.
- 6 décembre à Solgne : Paul Bonatz (décédé le 20 décembre 1956) fut un architecte allemand, membre de l'École de Stuttgart (de) et professeur à l'université technique de cette ville durant une partie de la Seconde Guerre mondiale.
- 14 décembre à Metz : Antonie Pfülf, femme politique allemande (SPD)[15]. Elle fut membre du Reichstag de 1920 à 1933.
- 17 décembre à Bar-le-Duc : Jules Henri Desfourneaux, dit Henri Desfourneaux, décédé à Paris le 1er octobre 1951, bourreau français.

## Décès
- 26 février à Lunéville : François Napoléon Berger, général de brigade, commandeur de la Légion d'honneur, né à Paris le 13 septembre 1812[17].
- 25 juin à Champigneulles : Marc Brice, homme politique français né le 11 novembre 1805 à Champigneulles (Meurthe).
- 22 juillet à Nancy : Charles Gérard, avocat, historien, historien d'art et homme politique, né à Longwy le 24 janvier 1814.